# Ludwig Aub
Ludwig Aub (* 4. August 1862 in München; † 25. November 1926 ebenda) war ein deutscher Buchhändler, Schriftsteller, Graphologe und Hellseher.

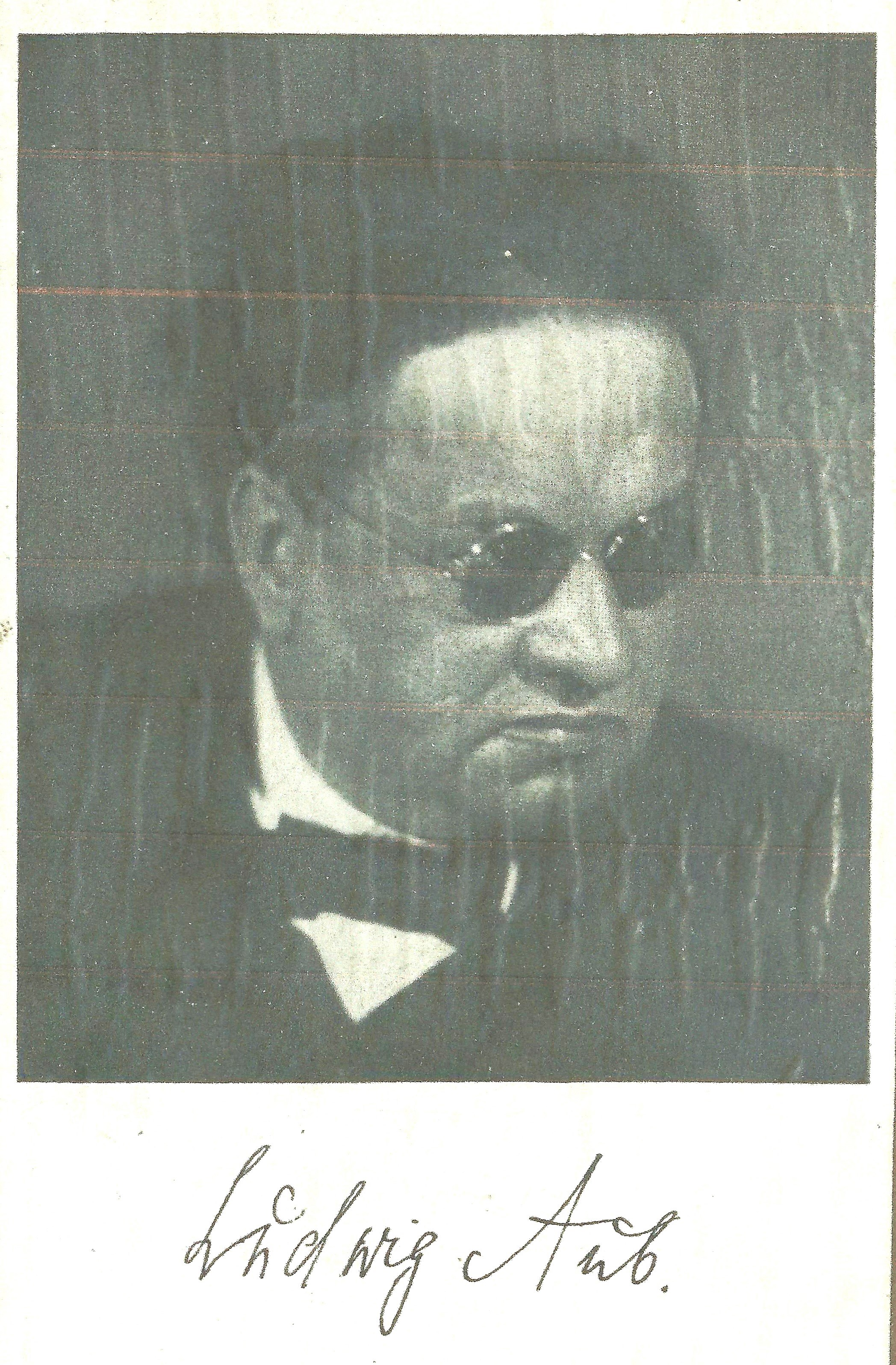
Ludwig Aub, Charakterologe (1925)

## Familie
Ludwig Aub war ein Enkel des Hirsch Aub, der von 1828 bis zu seinem Ruhestand 1871 das Amt des Rabbiners in München bekleidete. Einer seiner Söhne war der Münchner Rechtsanwalt und Notar Dr. jur. Max Aub (1828–1901), seit 1860 verheiratet mit Magdalena Johanna, geborene Marx (1841–1891), und seit 1869 in München niedergelassen. Er wurde zum Justizrat ernannt und bekleidete das Amt eines Präsidenten der jüdischen Gemeinde in München von 1874 bis 1878. Er gehörte der Reformbewegung an und war mit verantwortlich für die Liberalisierung, was zur Abspaltung der konservativen Ohel-Jacob-Gemeinde führte.
Sein Sohn Ludwig wuchs zunächst in Uffenheim (Mittelfranken) auf, wohin der Vater versetzt worden war. Von Kindheit an litt er an Nachtblindheit; später wurde ihm operativ ein Auge entfernt.

## Ausbildung
Aub besuchte nach der Elementarschule seit 1872 ab der 1. Klasse die Lateinschule des Maximiliansgymnasiums in München, von dem er nach einem Austrittsgesuch des Vaters vom 7. Dezember 1877 aus der 1. Gymnasialklasse austrat. In Kempten (Allgäu) setzte er seine Schulausbildung fort. Längere Zeit war er bei F. A. Brockhaus in Leipzig und danach in der Wallishauserschen Buchhandlung in Wien tätig.

## Tätigkeit
In München war Ludwig Aub zunächst Teilhaber einer Buchhandlung am Promenadeplatz; 1891 übernahm er die Antiquariats-Buchhandlung J. Hiller. 1888 hatte er die Schriftsteller-Vereinigung Literarische Gesellschaft Orion gegründet, der er als Präsident vorstand und zu deren Veröffentlichung Münchener Kindl. Ein litterarischer Almanach (1890) unter anderem der Dichter Martin Greif und die Dialektdichterin Anny Schaefer (d. i. Anna Maria Stumm, * 13. November 1859 in Diez; † 30. Mai 1952 in München) Gedichte beisteuerten. Die Buchhandlung gab er bald wieder auf und betätigte sich als Schriftsteller und Verleger. Er schrieb und veröffentlichte Gedichte in bayrischer Mundart, Aphorismen und Epigramme sowie zahlreiche Zeitungs- und Zeitschriftenartikel, teilweise unter dem Pseudonym Alexander Berg, und trat schließlich als Graphopsychologe, Hellfühler und Seelenforscher in Erscheinung. 1892 übersiedelte er nach Nürnberg und leitete dort für einige Jahre die Arbeiter-Fortbildungs-Schule. 1894 heiratete er die katholische Friseurstochter Mathilde Barbara Müller aus Würzburg, wohl der Anlass, aus der jüdischen Gemeinde auszutreten; sie starb 1911. 1905 übernahm er für zehn Jahre eine Stelle als Lehrer der freireligiösen Gemeinde in Schwabach und für 5 Jahre in Fürth. Um 1917 heiratete er in zweiter Ehe Elisabeth Jehne, die Tochter eines preußischen Majors und begabte Graphologin. Um 1919 verlegte er seinen Wohnsitz erneut nach München. Nach eigenen Angaben spezialisierte er sich auf "Praktische Psychologie, Psychographie, Charakterforschung nach Gesetzen der Wissenschaft in Verbindung mit intuitiver Einfühlung" und wurde zum Ehrenmitglied der Gesellschaft für Charakterforschung ernannt. Sein Grab ist auf dem Alten israelitischen Friedhof in München erhalten.

## Veröffentlichungen
- A Führer durch d’Münch’nerstadt. Mit n’ Plan, an G’schichtl von B. Rauchenegger und G’stanz’ln von L. Aub. Specht, München 1888.
- Abriss der deutschen Literaturgeschichte für Buchhändler. Leipzig 1887/88.
- Münchener Dichtergrüße an die deutschen Turner. herausgegeben von George Morin und Ludwig Aub. S. Freund, München 1889.
- Münchner G’stanzl’n. 1889.
- Richard Vollmann: Intellos. Ein Trauerspiel in 3 Akten. Mit einem Geleitwort von Ludwig Aub und einem einleitenden Gedichte von Gust. Wenng. J. Hiller, Antiquariat, München 1889.
- Ein Büchlein der Erinnerung. Zum Gedenken an die Hochzeit des Fräulein Therese Sternfeld mit Herrn Alfred Hönigsberger in München am 3. November 1889. Schriftleitung: Ludwig Aub. München 1889.
- Gnomen und Kobolde. Aphorismen und Epigramme. 1889 (mit Hermann Thom[7]).
- Moderne Weltbegleiter. 1889.
- Münchner Kindl. Ein litterarischer Almanach. München 1890/91.
- Der Jude wird verbrannt (Gedicht). In: Heine-Almanach. Nürnberg 1893.
- Ja oder Nein? Photographie-Album des Geistes und der Seele. Ein modernes Erinnerungs-Buch zum Einschreiben. Dem 20. Jahrhundert gewidmet. Hens Zeder & Co., Nürnberg [1893].
- Goethe und seine Religion. Ein Vortrag, gehalten in der freien religiösen Gemeinde in Nürnberg. Von Ludwig Aub. (= Volksschriften zur Umwälzung der Geister. 24. Heft. Handelsdruckerei, Bamberg) 1900.
- Nach berühmten Mustern. 100 Postkartenverse im Stile deutscher Dichter, von Heinrich von Veldecke bis Gerhart Hauptmann. In: Internationale Postkarten-Zeitung. 1900, Nr. 6, S. 44.
- Wahrheit? (und 10 weitere Gedichte). In: Konrad Beißwanger (Hrsg.): Stimmen der Freiheit. Blüthenlese der hervorragendsten Schöpfungen unserer Arbeiter- u. Volksdichter. 2. Ausgabe, Litterarisches BureauNürnberg, Nürnberg 1901 (1900), S. 421–432.
- Psychographie über die Handschrift Julie von Ulgren. In: Graphologische Praxis. 4. Jahrgang, Heft 1, 1904, S. 5–9.
- (Charakterologisches Gutachten zu Bild und Schrift von Karl May). In: Ludwig Gurlitt: Gerechtigkeit für Karl May. Karl-May-Verlag, Radebeul bei Dresden, 1919, S. 90–95.
- Vom Standpunkt der Physiognomik. In: Karl May: Gesammelte Werke. Band 34: Ich. Karl-May-Verlag, Bamberg 1963 (1916), S. 523–526.
- Ich, als meine eigene Versuchsperson. In: Die weiße Fahne. 6. Jahrgang, Heft 4. Johannes Baum Verlag, Pfullingen 1925, S. 143.